# The Fontane Sisters
The Fontane Sisters (Фонте́йн Си́стерс) — американское вокальное трио сестёр Беа, Джери, и Мардж Росс из Нью-Милфорда, штат Нью-Джерси.
По стилю это узкогармоническая группа (то есть голоса участниц близки по тональности). Добилась известности в 1950-е годы со своими кавер-версиями на песни чёрных ритм-н-блюзовых музыкантов.
Мать сестёр была хоровым дирижёром и органистом. По окончании школы девочки отправились в восьмимесячный тур в составе чисто женской труппы, а потом стали выступать в клубах, театрах и на радио вместе с гитаристом — своим братом Фрэнком. Потом Фрэнк погиб на Второй мировой войне, а сёстры в 1944 году возродили группу уже как трио. Несколько лет они работали на радио- и телевизионных программах у Перри Комо и записали с ним несколько пластинок, в том числе хиты номер 1 в США «You’re Adorable» и «Hoop-Dee-Doo». В 1949 году девушки подписали контракт с лейблом RCA Victor Records и в начале 50-х годов выпустили несколько небольших хитов, среди которых «Tennessee Waltz», «Let Me In» (с Тексас-Джимом Робертсоном, англ. Texas Jim Robertson) и «Cold, Cold Heart».

## Состав
- Беа Росс (англ. Bea Rosse, род. 12 декабря 1915, Нью-Милфорд, Нью-Джерси, США) — вокал (лид)
- Мардж Росс (англ. Marge Rosse, род. 19 октября 1917, Нью-Милфорд, Нью-Джерси, США) — вокал (низкая гармония)
- Джери Росс (англ. Geri Rosse, род. 15 октября 1921, Нью-Милфорд, Нью-Джерси, США) — вокал (гармония)[2]

## Дискография
- См. «The Fontane Sisters § Hit Records» в английском разделе.